# Escape The Field
Escape The Field  es un filme estadounidense de terror dirigido por Emerson Moore.

## Enredo
Seis extraños se despiertan atrapados en un campo de maíz sin fin solo para descubrir que algo misterioso los está persiguiendo.
- Datos: Q105322690